# Jean VII d'Oldenbourg

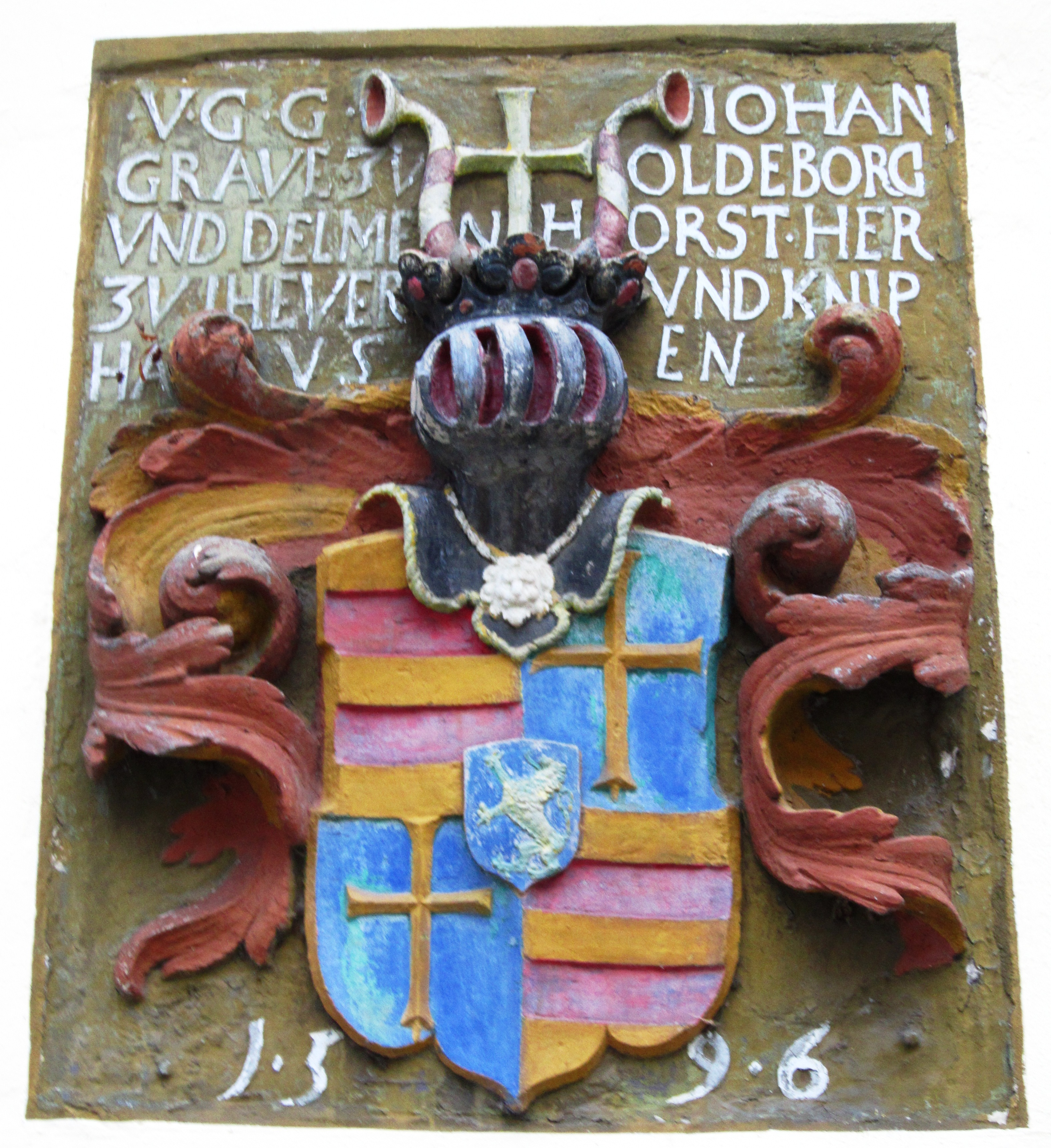
Les armoiries de Jean VII au château de Neuenburg, à Zetel.

Pour les articles homonymes, voir Jean VII.
Jean VII est un prince de la maison d'Oldenbourg né le 9 septembre 1540 à Oldenbourg et mort le 12 novembre 1603 à Oldenbourg. Il règne sur le comté d'Oldenbourg de 1573 à sa mort.

## Biographie
Jean VII est le fils aîné du comte Antoine Ier et de son épouse Sophie de Saxe-Lauenbourg. De 1552 à 1557, il est éduqué à Copenhague, à la cour du roi danois Christian III (roi de Danemark), auprès de ses cousins les princes Frédéric, Magnus et Jean. Il entame ensuite son Grand Tour, qui le conduit à la cour de l'électeur Auguste Ier de Saxe. Il participe à plusieurs campagnes militaires au Danemark et en Suède et reçoit l'Ordre de l'Éléphant.
Jean VII succède à son père en janvier 1573. Deux ans plus tard, il hérite de la seigneurie de Jever à la mort de Marie de Jever, qui lui lègue ses terres pour éviter qu'elles ne tombent entre les mains des comtes de Frise orientale. Ce gain s'avère important sur le plan stratégique, en renforçant les positions de l'Oldenbourg contre la Frise orientale, mais aussi en termes économiques : le pays de Jever est en effet riche en terres cultivables et en élevages de chevaux et de bétail. Il commence la construction d'une grande chaussée, la chaussée d'Ellens (de), afin de relier Jever à Oldenbourg. Cet ouvrage est achevé quelques années après sa mort, sous le règne de son fils Antoine-Gonthier. Il vaut à Jean VII le surnom der Deichbauer, « le Bâtisseur de Digues ».
Jean VII organise l'Église luthérienne dans ses États. En 1573, il nomme superintendant le réformateur Hermann Hamelmann (de), qui rédige la règle ecclésiastique qui prévaut par la suite en Oldenbourg.
En 1577, le frère cadet de Jean VII, Antoine II, obtient le partage des États familiaux : Jean conserve Oldenbourg, mais il doit céder à Antoine le comté de Delmenhorst. Les deux comtés sont réunis en 1647, sous le règne d'Antoine-Gonthier, lorsque le fils d'Antoine II, Christian IX, meurt sans laisser de fils.

## Mariage et descendance
Jean VII épouse Élisabeth de Schwarzbourg (1541-1612), fille du comte Gonthier XL de Schwarzbourg, le 29 juillet 1576 à Delmenhorst. Six enfants sont nés de cette union :
- Jean (1578-1580) ;
- Anne (1579-1639) ;
- Élisabeth (1581-1619) ;
- Catherine (1582-1644), épouse en 1633 le duc Auguste de Saxe-Lauenbourg ;
- Antoine-Gonthier (1583-1667), comte d'Oldenbourg ;
- Madeleine (1585-1657), épouse en 1612 le prince Rodolphe d'Anhalt-Zerbst.